# Disco Elysium
Disco Elysium é um jogo eletrônico de RPG desenvolvido e publicado pela ZA/UM. Foi lançado para Microsoft Windows em 15 de outubro de 2019, com um lançamento para Nintendo Switch, PlayStation 4 e Xbox One planejado para 2020. O jogo é inspirado nos jogos de RPG da Infinity Engine (como Baldur's Gate e Planescape: Torment) e nos jogos de RPG de Mesa, sendo escrito e projetado pelo romancista estoniano Robert Kurvitz. O jogo foi aclamado pela crítica, com alguns citando-o como um dos melhores jogos de RPG de todos os tempos.

## Enredo e ambientação
Disco Elysium se passa na fictícia cidade de Revachol, mais especificamente no bairro costal de Martinaise, cheio de crime, pobreza e corrupção, controlada pelo corrupto Sindicato dos estivadores. Revachol ainda é marcada por uma revolução comunista que aconteceu há quase 50 anos antes do jogo começar, que derrubou a antiga monarquia de Revachol, que antes fez Revachol ser uma superpotência. A revolução se espalhou pelo arquipélago de Insulinde, resultando na invasão de Revachol por uma coalizão de países capitalistas. Desde então Revachol foi divida em zonas de ocupação e é considerado uma "Região Administrativa Especial", uma das poucas funções governamentais que Revachol ainda tem é de aplicação da lei: após o final da guerra a Coalizão permitiu a formação da Revachol Citizens Militia (Milícia dos Cidadãos de Revachol), ou "RCM", que serve como a força policial autônoma de Revachol.
O protagonista é um detetive enviado pela RCM para investigar o assassinato de um homem que foi encontrado pendurado em uma árvore. Infelizmente, após um colapso emocional, o detetive começou a beber muito em todo o distrito de Martinaise, e acorda três dias depois em seu quarto do hotel, sem lembrança de quem ele é e o que estava fazendo. Agora cabe ao jogador resolver o caso de assassinato e orientar o detetive a redescobrir sua identidade preenchendo os buracos em sua memória.

## Jogabilidade
Disco Elysium é um RPG eletrônico que apresenta um mundo aberto e mecânicas de gameplay focadas em diálogos. O jogo é apresentado em uma perspectiva isométrica na qual o personagem do jogador é controlado. O jogador assume o papel de um detetive que sofre de amnésia induzida por álcool e drogas, e está investigando um caso de assassinato. O jogador pode mover o detetive pela tela atual para interagir com personagens não jogáveis e objetos destacados, ou se mover para outras cenas. No início do jogo, o jogador ganha um parceiro, Kim Kitsuragi, outro detetive que atua como a voz da profissionalidade do protagonista e oferece conselhos e/ou suporte em certas opções de diálogo.

## Recepção
Disco Elysium recebeu "aclamação universal" de acordo com o agregador de críticas Metacritic. O jogo foi elogiado por seus personagens memoráveis, profundidade de escolha, escrita e mundo aberto. A PC Gamer elogiou o jogo por sua profundidade, liberdade, personalização e narrativa, e o chamou de um dos melhores RPGs da história. A IGN elogiou o mundo aberto do jogo e o comparou favoravelmente à The Witcher 3 e Red Dead Redemption 2, apesar de ser muito menor. O The Washington Post disse que o jogo é "visivelmente bem escrito". Por outro lado, a Eurogamer criticou o jogo por não oferecer opções suficientes na interpretação de papéis e por uma distinta falta de foco. A GameSpot concedeu a nota 10 de 10, sua primeira pontuação perfeita desde 2017. A PCGamesN escreveu que o jogo estabeleceu novos padrões de gênero para sistemas de exploração e conversação.

### Prêmios e indicações
| Ano  | Premiação                     | Categoria                                 | Resultado | Ref.   |
| ---- | ----------------------------- | ----------------------------------------- | --------- | ------ |
| 2019 | Golden Joystick Awards        | Ultimate Game of the Year                 | Indicado  | [ 16 ] |
| 2019 | Titanium Awards               | Melhor RPG                                | Indicado  | [ 17 ] |
| 2019 | Titanium Awards               | Jogo Independente do Ano                  | Indicado  | [ 17 ] |
| 2019 | The Game Awards 2019          | Melhor Narrativa                          | Venceu    | [ 18 ] |
| 2019 | The Game Awards 2019          | Melhor Jogo Independente                  | Venceu    | [ 18 ] |
| 2019 | The Game Awards 2019          | Melhor Jogo de RPG                        | Venceu    | [ 18 ] |
| 2019 | The Game Awards 2019          | Melhor Estreia Independente (ZA/UM)       | Venceu    | [ 18 ] |
| 2020 | New York Game Awards          | Melhor Jogo do Ano                        | Indicado  | [ 19 ] |
| 2020 | New York Game Awards          | Melhor Jogo Independente                  | Venceu    | [ 19 ] |
| 2020 | New York Game Awards          | Melhor Escrita                            | Venceu    | [ 19 ] |
| 2020 | D.I.C.E. Awards 2020          | Jogo do Ano                               | Indicado  | [ 20 ] |
| 2020 | D.I.C.E. Awards 2020          | Melhor História                           | Venceu    | [ 20 ] |
| 2020 | D.I.C.E. Awards 2020          | Melhor Jogo de RPG                        | Indicado  | [ 20 ] |
| 2020 | D.I.C.E. Awards 2020          | Melhor Jogo Independente                  | Indicado  | [ 20 ] |
| 2020 | D.I.C.E. Awards 2020          | Melhor Design de Jogo                     | Indicado  | [ 20 ] |
| 2020 | D.I.C.E. Awards 2020          | Melhor Direção de Jogo                    | Indicado  | [ 20 ] |
| 2020 | NAVGTR Awards                 | Jogo do Ano                               | Indicado  | [ 21 ] |
| 2020 | NAVGTR Awards                 | Direção de Arte, Contemporâneo            | Indicado  | [ 21 ] |
| 2020 | NAVGTR Awards                 | Design de Jogo, Novo IP                   | Indicado  | [ 21 ] |
| 2020 | NAVGTR Awards                 | Jogo de RPG Original                      | Indicado  | [ 21 ] |
| 2020 | NAVGTR Awards                 | Escrita em um Drama                       | Indicado  | [ 21 ] |
| 2020 | Game Developers Choice Awards | Melhor Narrativa                          | Venceu    | [ 22 ] |
| 2020 | Game Developers Choice Awards | Melhor Arte Visual                        | Indicado  | [ 22 ] |
| 2020 | Game Developers Choice Awards | Melhor Estreia (ZA/UM)                    | Venceu    | [ 22 ] |
| 2020 | Game Developers Choice Awards | Prêmio de Inovação                        | Indicado  | [ 22 ] |
| 2020 | SXSW Gaming Awards            | Jogo do Ano                               | Indicado  | [ 23 ] |
| 2020 | SXSW Gaming Awards            | Prêmio Matthew Crump Cultural de Inovação | Venceu    | [ 23 ] |
| 2020 | SXSW Gaming Awards            | Excelência em Arte                        | Indicado  | [ 23 ] |
| 2020 | SXSW Gaming Awards            | Excelência em Design                      | Indicado  | [ 23 ] |
| 2020 | SXSW Gaming Awards            | Excelência em Trilha Sonora               | Indicado  | [ 23 ] |
| 2020 | SXSW Gaming Awards            | Excelência em Narrativa                   | Venceu    | [ 23 ] |
| 2020 | British Academy Games Awards  | Melhor Jogo                               | Indicado  | [ 24 ] |
| 2020 | British Academy Games Awards  | Realização Artística                      | Indicado  | [ 24 ] |
| 2020 | British Academy Games Awards  | Jogo Estreante                            | Venceu    | [ 24 ] |
| 2020 | British Academy Games Awards  | Design de Jogo                            | Indicado  | [ 24 ] |
| 2020 | British Academy Games Awards  | Música                                    | Venceu    | [ 24 ] |
| 2020 | British Academy Games Awards  | Narrativa                                 | Venceu    | [ 24 ] |
| 2020 | British Academy Games Awards  | Propriedade Original                      | Indicado  | [ 24 ] |
| 2020 | Nebula Awards                 | Melhor Escrita                            | Indicado  | [ 25 ] |